# 旧岩谷堂共立病院
旧岩谷堂共立病院（きゅういわやどうきょうりつびょういん）は、岩手県奥州市江刺に所在する建築物である。

## 沿革
1874年（明治7年）7月竣工し、翌1875年1月に水沢県（当時）初の西洋医学における総合病院として開院。院長は旧白河藩士で蘭学を学んだ横田信行。しかし経営難によって1878年に閉院。その後治安裁判所支所及び登記所、岩谷堂尋常小学校の仮校舎、岩谷堂町役場、江刺町役場、江刺市役所など公共建築としての役割を担って今日まで存続した。1979年（昭和54年）2月27日、岩手県指定文化財（建築物）に指定された。保存修理が行われた1982年以降、明治記念館として活用された後、2014年（平成26年）4月から現在の名で公開された。

## 建築
下層部の1、2階は6間四方、下層屋根裏の3階・上層の4階は3間四方、塔屋は隅切りの八角形である。外観3層の楼閣式建築であり、各層間に諧調性がある、擬洋風建築である。

## 鐘の鳴る丘
1947年から1950年にかけてNHKラジオで放送されたラジオドラマ・鐘の鳴る丘のモデルの一つとされる。作者・菊田一夫が戦争時に岩谷堂役場からドラマの舞台設定を着想したと言われている。現在当館では朝と夕方に同作品の主題歌「とんがり帽子」（作詞：菊田）のメロディーを流している。

## 利用情報
- 開館時間 - 午前10時から12時、13時から17時まで
- 休館日 - 火曜日、冬期間（11月16日から3月9日）
- 入館料 - 無料

## 交通アクセス
- 東北本線水沢江刺駅から車で約10分
- 東北自動車道水沢ICから約10分

## 周辺施設
- えさし藤原の郷
- 菊田一夫記念館
- 旧後藤家住宅